# Peter Macon

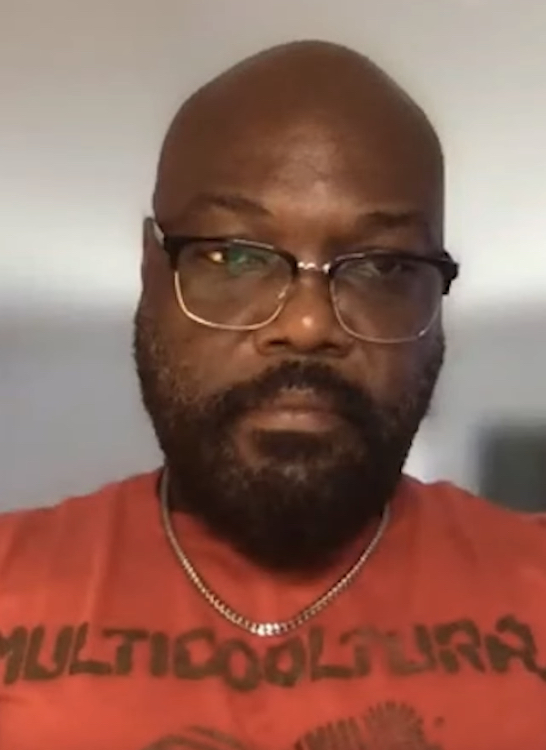
Peter Macon (2022)

Peter Jerrod Macon ist ein US-amerikanischer Schauspieler. Bekannt ist er vor allem für seine Rolle des Lt. Commander Bortus in der Science-Fiction-Serie The Orville.

## Leben und Karriere
Macon wuchs in Minneapolis auf, wo er die North Community High School besuchte und dort in Schulaufführungen auftrat. Später nahm er am San Francisco Art Institute und der Yale School of Drama Schauspielunterricht.
2002 gewann Macon einen Primetime Emmy Award in der Kategorie Outstanding Voice-Over Performance für seine Sprechrolle in einer Episode der Fernsehserie Animated Tales of the World.
Ab Ende der 1990er Jahre übernahm er Gastrollen in Fernsehserien wie Nash Bridges, Law & Order, Without a Trace, Supernatural, The Shield, Dexter und Bosch. Seine erste größere wiederkehrende Rolle in einer Fernsehserie spielte Macon ab 2017 in der Rolle des Moclaners Bortus in The Orville.
2024 war Macon in dem Science-Fiction-Film Planet der Affen: New Kingdom zu sehen.

## Filmografie (Auswahl)
- 1994: World and Time Enough
- 1997, 1999: Nash Bridges (Fernsehserie, 2 Folgen)
- 2002: Animated Tales of the World (Fernsehserie, als Erzähler)
- 2004: Law & Order (Fernsehserie, 1 Folge)
- 2004: Without a Trace (Fernsehserie, 1 Folge)
- 2007: Supernatural (Fernsehserie, 1 Folge)
- 2007: Dexter (Fernsehserie, 1 Folge)
- 2014: How to Get Away with Murder (Fernsehserie, 1 Folge)
- 2015–16: Bosch (Fernsehserie, 3 Folgen)
- 2016: Shameless (Fernsehserie, 1 Folge)
- 2016: Navy CIS (Fernsehserie, 1 Folge)
- seit 2017: The Orville (Fernsehserie)
- 2019: SEAL Team (Fernsehserie, 1 Folge)
- 2021: Family Guy (Fernsehserie, Stimme)
- 2024: Planet der Affen: New Kingdom (Kingdom of the Planet of the Apes)